# Діцентра

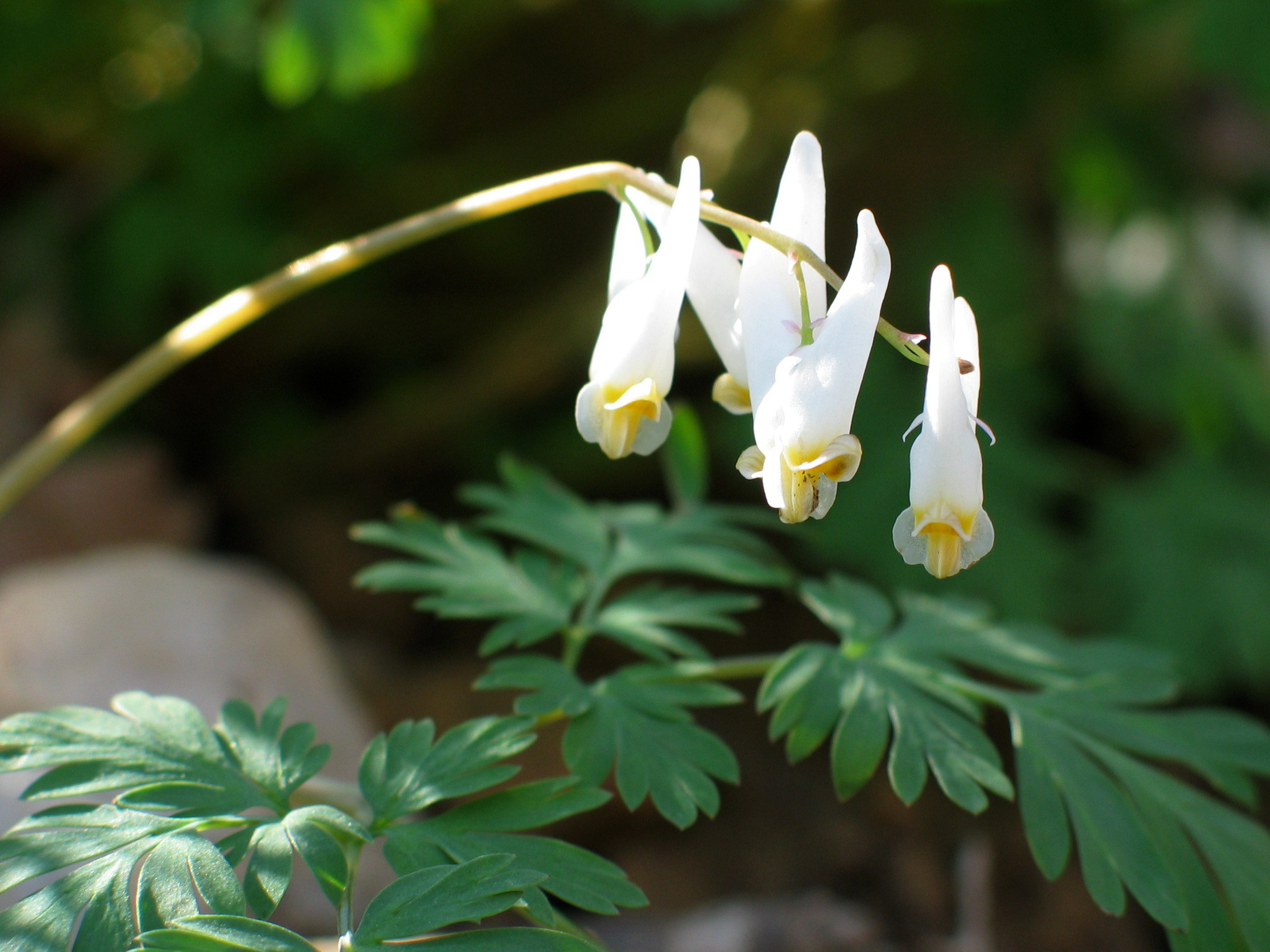
Dicentra cucullaria

Діце́нтра (Dicéntra) — рід однорічних та багаторічних трав'янистих рослин підродини руткові (Fumarioideae) родини макові (Papaveraceae). Рослини цього роду знамениті своїми оригінальними квітами у формі сердечок, через що їх ще називають розбите серце.
Батьківщина рослини — Азія та Північна Америка.

## Ботанічний опис
Листки перисто-розсічені, зелені з сизим відтінком, на черешках.
Квітки серцеподібні, до 2 см в діаметрі, злегка здавлені в одній площині, зібрані у кінцеві, дугоподібні, пониклі кисті. Забарвлення може бути всіх відтінків від білого до червоного, а також жовте.
Плід — коробочка. Насіння злегка довгасте, чорне, блискуче, зберігає схожість 1-2 роки.

## Діцентра у культурі
Діцентра — садовий декоративний багаторічник, щорічно утворює кущ висотою від 30 см до 1 м (залежно від виду). Всі види досить морозостійкі. До ґрунту невибагливі. Добрі результати можна отримати на легких, поживних, оброблених на глибину 20—25 см, помірно вологих ґрунтах; найкраще ростуть у півтіні.

## Види
За даними The Plant List, рід Діцентра налічує близько 8 видів:
- Dicentra canadensis (Goldie) Walp. — Діцентра канадська
- Dicentra cucullaria (L.) Bernh. типовий
- Dicentra eximia (Ker Gawl.) Torr.
- Dicentra formosa (Haw.) Walp. — Діцентра красива
- Dicentra nevadensis Eastw.
- Dicentra pauciflora S.Wats.
- Dicentra peregrina (Rudolphi) Makino
- Dicentra uniflora Kellogg — Діцентра одноквіткова

З роду вилучили види:
- Dactylicapnos Wall.

1. Dactylicapnos burmanica (K.R.Stern) Lidén
2. Dactylicapnos grandifoliolata Merrill (Dicentra paucinervia K.R.Stern)
3. Dactylicapnos lichiangensis (Fedde) Hand.-Mazz.
4. Dactylicapnos macrocapnos (Prain) Hutchinson
5. Dactylicapnos roylei (Hook.f. & Th.) Hutchinson
6. Dactylicapnos scandens (D.Don) Hutchinson
7. Dactylicapnos schneideri (Fedde) Lidén
8. Dactylicapnos gaoligongshanensis Lidén
9. Dactylicapnos torulosa (Hook.f. & Th.) Hutchinson (Dicentra wolfdietheri Fedde)
10. Dactylicapnos cordata Lidén

- Ehrendorferia Lidén

1. Ehrendorferia ochroleuca (Engelm.) Lidén = Dicentra ochroleuca Engelm.
2. Ehrendorferia chrysantha (Hook. & Arn.) Lidén. Golden Ear-drops = Dicentra chrysantha Hook. & Arn.

- Ichtyoselmis Lidén

1. Ichtyoselmis macrantha (Oliver) Lidén

- Lamprocapnos Endlicher

1. Lamprocapnos spectabilis (L.) Fukuhara = Dicentra spectabilis Lem.